# Улица Филиппа Орлика (Чернигов)
Улица Филиппа Орлика (до 2023 года — улица Черняховского) (укр. Вулиця Пилипа Орлика) — улица в Деснянском районе города Чернигова. Пролегает от улицы Маресьева до улицы Кольцевая, исторически сложившаяся местность (район) Александровка.
Примыкает улица Прорезная.

## История
Согласно Топографической карте М-36-015, по состоянию местности на 1985 год улица не была проложена.
Переименована, после вхождения села Александровка в состав города Чернигова, для упорядочивания названий улиц, поскольку в Чернигове уже была улица с данным названием. 12 ноября 2002 года Украинская улица была переименована на улицу Черняховского — в честь дважды Героя Советского Союза Ивана Даниловича Черняховского, согласно Решению Черниговского городского совета (городской глава А. В. Соколов) 5 сессии 24 созыва «Про переименование улиц города» («Про перейменування вулиць міста»).
С целью проведения политики очищения городского пространства от топонимов, которые возвеличивают, увековечивают, пропагандируют или символизируют Российскую Федерацию, 1 июня 2023 года улица получила современное название — в честь гетмана Войска Запорожского и Правобережной Украины Филиппа Степановича Орлика, согласно Решению Черниговского городского совета № 30/VIII-15 «Про переименование улиц в городе Чернигове» («Про перейменування вулиць у місті Чернігові»).

## Застройка
Улица пролегает в северном направлении с небольшим уклоном на восток — в сторону авиабазы «Чернигов» — параллельно улицам Максима Березовского и Тополиная. Парная и непарная стороны улицы заняты усадебной застройкой. 
Учреждения: нет